# Desa Kretek (administrativ by i Indonesien, Jawa Tengah, lat -7,29, long 109,04)
Desa Kretek är en administrativ by i Indonesien.   Den ligger i provinsen Jawa Tengah, i den västra delen av landet, 270 km öster om huvudstaden Jakarta.